# Xã Gill, Quận Cass, Bắc Dakota
Xã Gill (tiếng Anh: Gill Township) là một xã thuộc quận Cass, tiểu bang Bắc Dakota, Hoa Kỳ. Năm 2010, dân số của xã này là 117 người.